# Томпсон, Андреа
Андреа Томпсон (англ. Andrea Thompson; род. 6 января 1960) — американская актриса и журналист.

## Жизнь и карьера
Андреа Томпсон родилась в Огайо. Когда ей было шесть лет, она с семьей переехала в Австралию. В возрасте шестнадцати лет она бросила школу и переехала в Нью-Йорк, где начала карьеру модели и поступила на обучение в актёрскому студию Ли Страсберга. В 1986 году она дебютировала в фильме «Кошмарные выходные» и в последующие несколько лет исполняла эпизодические роли. В 1987 году у неё была заметная роль в фильме «Уолл-стрит».
Андреа Томпсон добилась известности, сыграв злодейку Джэнейл Эриксон в финальном сезоне телесериала «Фэлкон Крест». Позже она снялась в роли Талии Винтерс в первых двух сезонах сериала «Вавилон-5». Томпсон получила наибольшую известность по роли детектива Джилл Киркендалл в телесериале «Полиция Нью-Йорка», которая принесла ей три номинации на Премию Гильдии киноактёров США. Она снималась в шоу с 1996 по 2000 год, покинув его чтобы продолжить карьеру в журналистике. В июне 2001 года она поступила на работу на CNN, однако покинула канал в марте следующего года чтобы проводить больше времени со своим сыном. В 2003 году она вернулась в актёрскую профессию, появившись в сериале «24 часа».

## Фильмография
- 1986 — Кошмарные выходные/Nightmare Weekend
- 1987 — Уолл-стрит/Wall Street
- 1988 — Отбывая наказание на планете Земля/Doin' Time on Planet Earth
- 1989—1990 — Фэлкон Крест/Falcon Crest (19 эпизодов)
- 1991 — В бреду/Delirious
- 1994—1995 — Вавилон-5/Babylon 5 (44 эпизода)
- 1997 — Пушка, тачка, блондинка
- 1996—2000 — Полиция Нью-Йорка/NYPD Blue (71 эпизод)
- 1996—2004 — Военно-юридическая служба/JAG (7 эпизодов)
- 2003—2004 — 24 часа/24 (5 эпизодов)